# Nespelem
Nespelem és una població dels Estats Units a l'estat de Washington. Segons el cens del 2000 tenia 212 habitants.

## Demografia
Segons el cens del 2000, Nespelem tenia 212 habitants, 71 habitatges, i 48 famílies. La densitat de població era de 430,8 habitants per km².
Dels 71 habitatges en un 35,2% hi vivien nens de menys de 18 anys, en un 35,2% hi vivien parelles casades, en un 22,5% dones solteres, i en un 31% no eren unitats familiars. En el 23,9% dels habitatges hi vivien persones soles el 9,9% de les quals corresponia a persones de 65 anys o més que vivien soles. El nombre mitjà de persones vivint en cada habitatge era de 2,99 i el nombre mitjà de persones que vivien en cada família era de 3,57.
Per edats la població es repartia de la següent manera: un 32,5% tenia menys de 18 anys, un 13,2% entre 18 i 24, un 17,5% entre 25 i 44, un 29,2% de 45 a 60 i un 7,5% 65 anys o més.
L'edat mediana era de 28 anys. Per cada 100 dones de 18 o més anys hi havia 120 homes.
La renda mediana per habitatge era de 30.000 $ i la renda mediana per família de 27.500 $. Els homes tenien una renda mediana de 43.250 $ mentre que les dones 27.500 $. La renda per capita de la població era de 12.836 $. Aproximadament el 15,9% de les famílies i el 16,9% de la població estaven per davall del llindar de pobresa.

## Poblacions més properes
El següent diagrama mostra les poblacions més properes.